# 丹·奥斯曼
丹·奥斯曼（Dan Osman，1963年2月11日—1998年11月23日），是一個美國徒手攀岩者，曾創下徒手攀岩400呎只用了4分25秒的記錄。在1998年11月23日死亡，其原因不是爬山失手，而是想打破自己的自由沖墮紀錄，但登山繩突然斷裂，不幸死亡。